# Der kleine schwarze Fisch
Der kleine schwarze Fisch (persisch ماهی سیاه کوچولو Mâhī-ye Sīyāh-e Kūchūlū) ist eine Kindergeschichte des iranischen Schriftstellers Samad Behrangi, die 1967 oder 1968 erstmals veröffentlicht wurde. Aufgrund ihrer als versteckte Kritik und Aufruf zum Widerstand gegen das Schah-Regime Irans unter Mohammad Reza Pahlavi empfundenen Aussagen unterlagen zahlreiche Schriften des Autors in der Islamischen Republik Iran lange Zeit der Zensur. Die Geschichte wurde in zahlreiche Sprachen übersetzt und erhielt mehrere internationale Literatur-Auszeichnungen. Dieses internationale Echo ermöglichte ihre Veröffentlichung in Iran als eine der wenigen Geschichten Behrangis zu Zeiten des Schah-Regimes. Die Geschichte wird in ihrer Wahrnehmung verglichen mit Antoine de Saint-Exupérys „Der kleine Prinz“ oder Richard Bachs „Die Möwe Jonathan“. Auf Deutsch erschien die Geschichte u. a. 1970, 1987 und 2011.

## Inhalt
Bei der Geschichte handelt es sich um eine Erzählung innerhalb einer Erzählung. Die Geschichte ist eingebettet in die Erzählung einer Fischgroßmutter am Grunde des Meeres, die ihren 12.000 Enkelfischen eine Gute-Nacht-Geschichte erzählt:
In einem kleinen Fluss lebt ein kleiner schwarzer Fisch mit seiner Mutter. Er ist der einzige Überlebende von 10.000 anderen Eiern, die seine Mutter gelegt hatte. Der kleine Fisch beginnt sich Fragen über die Welt außerhalb des Flusses zu stellen und äußert den Wunsch, bis zum Ende des Flusses und darüber hinaus zu schwimmen. Er gerät darüber mit seiner Mutter und den anderen Fischen im Fluss in Streit und schwimmt schließlich davon. Auf seiner Reise erlebt er zahlreiche Abenteuer und begegnet Tieren innerhalb und außerhalb des Wassers, von denen ihm einige helfen und weitere Tipps und Hinweise für seine Reise geben. Sie warnen ihn unter anderem vor dem Pelikan, dem Sägefisch und dem Kormoran. Eine Eidechse, der der kleine Fisch unterwegs begegnet, gibt ihm einen kleinen Dolch, mit dem er sich aus dem Schnabel des Pelikans befreien können soll. Sie erzählt von vielen kleinen Fischen, die sie bereits den Fluss hinab ins Meer hat schwimmen sehen, und denen sie bereits geholfen habe. Diese würden mittlerweile einen großen Schwarm bilden, und mit ihrer vereinten Kraft den Fischer, der sein Netz nach ihnen auswerfen würde, in Bedrängnis bringen, indem sie mit vereinten Kräften gen Meeresgrund schwämmen und das Netz hinab zögen. Unterwegs schließen sich dem kleinen Fisch andere Fische an, die von seiner Reise gehört haben und ihn bewundern. Als sie gemeinsam vom Pelikan in dessen Schnabel gefangen werden, wollen die anderen Fische ihn jedoch opfern, um vom Pelikan freigelassen zu werden. Dieser verschluckt sie jedoch, nachdem sie ihm vorgaukeln, sie hätten den kleinen schwarzen Fisch, den der Pelikan als Unruhestifter identifiziert, getötet. Hierauf zerschneidet der kleine schwarze Fisch den Schnabel mit dem Dolch, den ihm die Eidechse gab, und kann fliehen. Schließlich kommt er im Meer an und stößt auf einen riesengroßen Fischschwarm. Er möchte mit ihnen gemeinsam das Netz des Fischers in die Tiefe reißen, aber sie vertrösten ihn auf später. Der kleine schwarze Fisch schwimmt zur Oberfläche, um sich umzuschauen, und wird dabei vom Kormoran gefangen, der ihn in seinem Schnabel mit zu seinem Nest nehmen will. Er versucht, den Kormoran in ein Gespräch zu verwickeln, damit dieser ihn aus seinem Schnabel fallen lässt, aber der Kormoran durchschaut seine List und verschluckt ihn. Im Bauch des Kormorans begegnet er einem winzigen Fisch, dem er verspricht, ihn zu retten und die Fische des Meeres vom Kormoran zu befreien. Es gelingt ihm, den Kormoran zu töten und den kleinen Fisch zu befreien. Er selbst wird aber nie wieder gesehen.
Die Geschichte wechselt erneut in die Erzählung der Fischgroßmutter, die jetzt ihre Fischenkel ins Bett schickt. Alle Fische, auch die Großmutter, schlafen ein, nur ein kleiner roter Fisch unter den Enkeln findet keine Ruhe und denkt die ganze Nacht lang an das Meer.

## Auszeichnungen
- 1969 Bologna Ragazzi Award[3]
- 1969 Bratislava Literatur Biennale[3]
- 1974 Hans Christian Andersen Preis für die Illustrationen von Farshid Mesghali[1]

## Politische Rezeption
Behrangi wurde in seinem Werk stark durch sozialistische und revolutionäre Ideen der lateinamerikanischen Guerilla und maoistischen Revolutionäre seiner Zeit beeinflusst. So ist die Quintessenz von Der kleine schwarze Fisch die Erzählung eines mutigen „Niemand“, der sein Leben opfert, um Unterdrückung zu beenden. Er sieht auf seinem Weg ins Meer alle möglichen Konstellationen von Unrecht und Unterdrückung seiner Mitfische und entwickelt daraus ein Verantwortungsgefühl dafür, dieses Unrecht und die Unterdrückung zu bekämpfen. Auch kann die Einbettung in eine Geschichte mit Fischen als Anspielung auf Mao Zedongs Satz über Revolutionäre, die unerkannt im Volk schwimmen sollten, wie ein Fisch im Wasser, verstanden werden. Ebenso wie Saint-Exupérys Der kleine Prinz oder Lewis Carrolls Geschichte Alice im Wunderland ist Der kleine schwarze Fisch nur vordergründig eine Kindergeschichte, sondern richtet sich mit ihrer Grundaussage auch an Erwachsene. Entsprechend bezeichnet Olmo Gölz die Geschichte „als Kinderbuch getarnten Aufruf zum Widerstand gegen Unterdrückung und Repression“.

## Kulturelle Rezeption
Die Geschichte wurde in zahlreiche Sprachen übersetzt und auch für Theaterbühnen adaptiert. Sie gilt als eine von Behrangis beliebtesten und bekanntesten Geschichten. Ahmet Haluk Ünal, Ezel Akay und Serpil Güler bezogen sich bei ihrem Film „Kleine schwarze Fische“ (Küçük Kara Balıklar) über Geschichten türkischer Kinder im Südosten der Türkei auf diese Geschichte Behrangis. Unter der Leitung von Gerd Conradt entstand 1975 an der Freien Universität Berlin eine experimentelle Videobearbeitung des Märchens. Sema Poyraz und Sofoklis Adamidis verfilmten die Geschichte 1977 an der Deutschen Film- und Fernsehakademie Berlin. Der iranische Filmemacher Reza Allamehzadeh drehte 1980 einen Dokumentarfilm namens Mahi-ye Siah-e Kuchulu-ye Dana („Der weise kleine schwarze Fisch“) über Samad Behrangi, der allerdings aufgrund der iranischen Zensur nicht veröffentlicht werden konnte.